# Werre
Werre este un râu cu lungimea de 71,9 km, fiind afluent din vest a lui Weser. El este cel mai lung râu din Ostwestfalen (Westfalia de Est).

## Localități traversate
- Detmold,
- Bad Salzuflen,
- Herford,
- Löhne,
- Bad Oeynhausen,
- Lage (Lippe)
- Horn-Bad Meinberg,
- Leopoldshöhe,
- Hiddenhausen,
- Kirchlengern

## Afluenți principali
- Bega,
- Bramschebach,
- Haubach,
- Mittelbach,
- Knochenbach,
- Rethlager Bach,
- Haferbach,
- Aa,
- Düsedieksbach,
- Rehmerloh-Mennighüffer
- Mühlenbach,
- Else,
- Kaarbach

## Afluenți
| Afluenții lui Werre               | Afluenții lui Werre | Afluenții lui Werre | Afluenții lui Werre                 | Afluenții lui Werre | Afluenții lui Werre | Afluenții lui Werre | Afluenții lui Werre                 |
| --------------------------------- | ------------------- | ------------------- | ----------------------------------- | ------------------- | ------------------- | ------------------- | ----------------------------------- |
| Afluenți de stânga                | Afluenți de stânga  | Afluenți de stânga  | Afluenți de stânga                  | Afluenți de dreapta | Afluenți de dreapta | Afluenți de dreapta | Afluenți de dreapta                 |
| Nume                              | Lungime             | Bazin de colectare  | Cota la vărsare                     | Nume                | Lungime             | Bazin de colectare  | Cota la vărsare                     |
| Dolzerbach                        | 1,543 km            |                     | ca. altitudinea de 136 m DE-NN n.m. | Steinbach           | 1,722 km            |                     | ca. altitudinea de 203 m DE-NN n.m. |
| Knochenbach                       | 18,245 km           | 47,121 km²          | ca. altitudinea de 123 m DE-NN n.m. | Strangbach          | 3,618 km            | 5,487 km²           | ca. altitudinea de 152 m DE-NN n.m. |
| Heidenbach                        | 6,649 km            | 8,752 km²           | ca. altitudinea de 120 m DE-NN n.m. | Wörbke              | 3,957 km            | 4,771 km²           | ca. altitudinea de 148 m DE-NN n.m. |
| Katzenbach                        | 1,694 km            | 3,702 km²           | ca. altitudinea de 114 m DE-NN n.m. | Gildebach           | 1,21 km             |                     | ca. altitudinea de 141 m DE-NN n.m. |
| Hasselbach                        | 6,509 km            | 9,311 km²           | ca. altitudinea de 112 m DE-NN n.m. | Rötkersiekbach      | 0,97 km             |                     | ca. altitudinea de 140 m DE-NN n.m. |
| Bollerbach                        | 2,391 km            | 2,704 km²           | ca. altitudinea de 110 m DE-NN n.m. | Kleine Werre        | 2,343 km            |                     | ca. altitudinea de 135 m DE-NN n.m. |
| Rethlager Bach                    | 5,446 km            | 14,794 km²          | ca. altitudinea de 106 m DE-NN n.m. | Bega                | 43,972 km           | 294,972 km²         | ca. altitudinea de 71 m DE-NN n.m.  |
| Rothenbach                        | 3,9 km              | 3,458 km²           | ca. altitudinea de 106 m DE-NN n.m. | Steinsiekbach       | 3,41 km             |                     | ca. altitudinea de 64 m DE-NN n.m.  |
| Haferbach                         | 9,761 km            | 27,796 km           | ca. altitudinea de 88 m DE-NN n.m.  | Ellersieker Bach    | 2,816 km            |                     | ca. altitudinea de 63 m DE-NN n.m.  |
| Bentgraben                        | 4,217 km            | 6,381 km²           | ca. altitudinea de 83 m DE-NN n.m.  | Butterbach          | 4,028               |                     | ca. altitudinea de 62 m DE-NN n.m.  |
| Heipker Bach                      | 4,625 km            | 9,154 km²           | ca. altitudinea de 81 m DE-NN n.m.  | Uhlenbach           | 4,483 km            |                     | ca. altitudinea de 60 m DE-NN n.m.  |
| Siekbach                          | 4,578 km            | 3,444 km²           | ca. altitudinea de 79 m DE-NN n.m.  | Bramschebach        | 5,875 km            | 13,308 km²          | ca. altitudinea de 58 m DE-NN n.m.  |
| Bexter                            | 5,194 km            | 8,455 km²           | ca. altitudinea de 78 m DE-NN n.m.  | Löhner Schulbach    | 3,43 km             |                     | ca. altitudinea de 51 m DE-NN n.m.  |
| Knipkenbach                       | 4,286 km            | 6,744 km²           | ca. altitudinea de 71 m DE-NN n.m.  | Mühlenbach          | 2,323 km            |                     | ca. altitudinea de 51 m DE-NN n.m.  |
| Westfälische Aa                   | 26,091 km           | 255.191 km²         | ca. altitudinea de 62 m DE-NN n.m.  | Haubach             | 2,691 km            | 14,882 km²          | ca. altitudinea de 50 m DE-NN n.m.  |
| Düsedieksbach                     | 4,843 km            | 12,384 km²          | ca. altitudinea de 59 m DE-NN n.m.  | Sudbach             | 3,651 km            | 4,27 km²            | ca. altitudinea de 48 m DE-NN n.m.  |
| Else                              | 35,2 km             | 415,518 km²         | ca. altitudinea de 52 m DE-NN n.m.  | Mittelbach          | 8,247 km            | 13,666 km²          | ca. altitudinea de 47 m DE-NN n.m.  |
| Rehmerloh-Mennighüffer Mühlenbach | 16,413 km           | 70,895 km²          | ca. altitudinea de 51 m DE-NN n.m.  | Hambkebach          | 2,921 km            |                     | ca. altitudinea de 44 m DE-NN n.m.  |
| Börstelbach                       | 1,246 km            |                     | ca. altitudinea de 50 m DE-NN n.m.  |                     |                     |                     |                                     |
| Ostscheider Bach                  | 5,436 km            |                     | ca. altitudinea de 49 m DE-NN n.m.  |                     |                     |                     |                                     |
| Kaarbach                          | 10,826 km           | 35,824 km²          | ca. altitudinea de 46 m DE-NN n.m.  |                     |                     |                     |                                     |

## Vezi și
- Listă de râuri din Germania
- Listă de fluvii din Europa